# Fort Huachuca

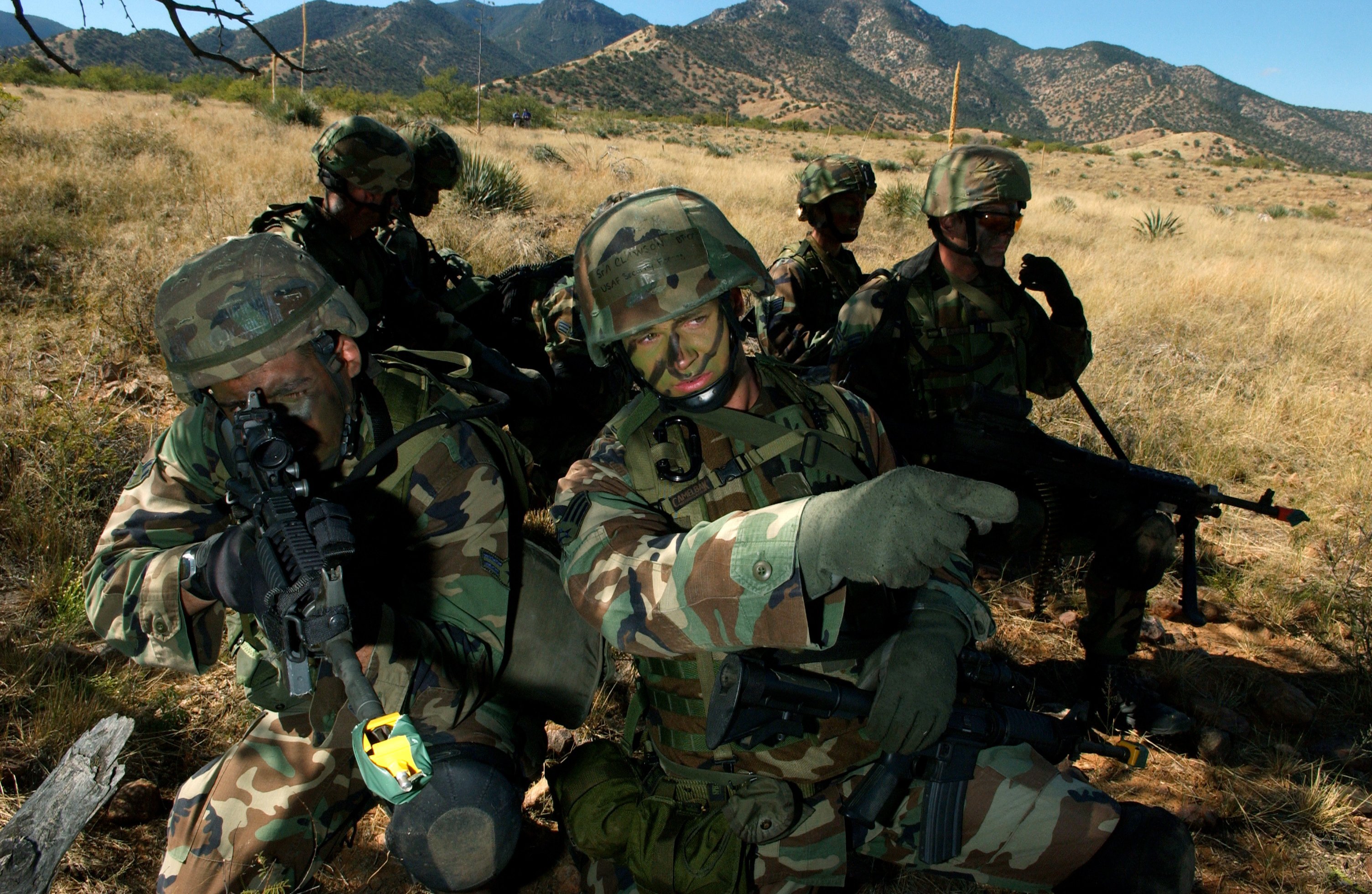
Training der USAF Security Forces in Fort Huachuca

Fort Huachuca ist eine Militärbasis der United States Army (Army Installation Management Command) im Cochise County, Arizona.

## Geschichte
Die Geschichte der Einrichtung geht auf das Jahr 1877 zurück. Zwei Regimenter der Buffalo Soldiers waren hier stationiert (1913 bis 1933 10th Cavalry Regiment, anschl. 25th Infantry Regiment). Während des Koreakrieges war hier die 25th Infantry Division stationiert; während des Zweiten Weltkrieges die 93rd Infantry Division. Zum Ende des Zweiten Weltkrieges hatte die Einrichtung, mit 288,35 km², ihre größte Fläche.

## Sonstiges
Am 20. November 1974 wurde Fort Huachuca als Historic District in das National Register of Historic Places aufgenommen. Die Gebäude der Old Post Area wurden am 11. Mai 1976 zum National Historic Landmark erklärt.
Der Flughafen Libby Army Airfield, der sich südwestlich des Gebäudekomplexes befindet, war ein Notlandeplatz für das Space Shuttle, das hier jedoch nie landete.
Die DEA betreibt von hier aus Fesselballons gegen Drogenhandel mit Mexiko. 

### Military Auxiliary Radio System
Das Military Auxiliary Radio System (MARS) ist ein Kommunikationssystem, welches von den amerikanischen Streitkräften genutzt wird und ihren Hauptsitz in Fort Huachuca betreibt.

### Fort Huachuca Museum
Das Fort Huachuca Museum stellt exponate der Militärgeschichte des Standortes aus. Das Museum wurde 1960 eröffnet und erinnert an die Buffalo Soldiers.

### US Army Intelligence Museum
Das US Army Intelligence Museum zeigt „die Rolle des Militärischen Geheimdienstes innerhalb der US-Armee“. So wird im Museum eine Enigma und Aufklärungsausrüstung der Geheimdienste gezeigt.

## Persönlichkeiten
- Joseph D. Patch (1885–1966), Generalmajor der United States Army, hier geboren
- John C. F. Tillson (1915–2001), Generalmajor der United States Army, hier geboren
- Luis Robles (* 1984), früherer Torwart der Fußballnationalmannschaft der USA, hier geboren